# Stepan Chmara

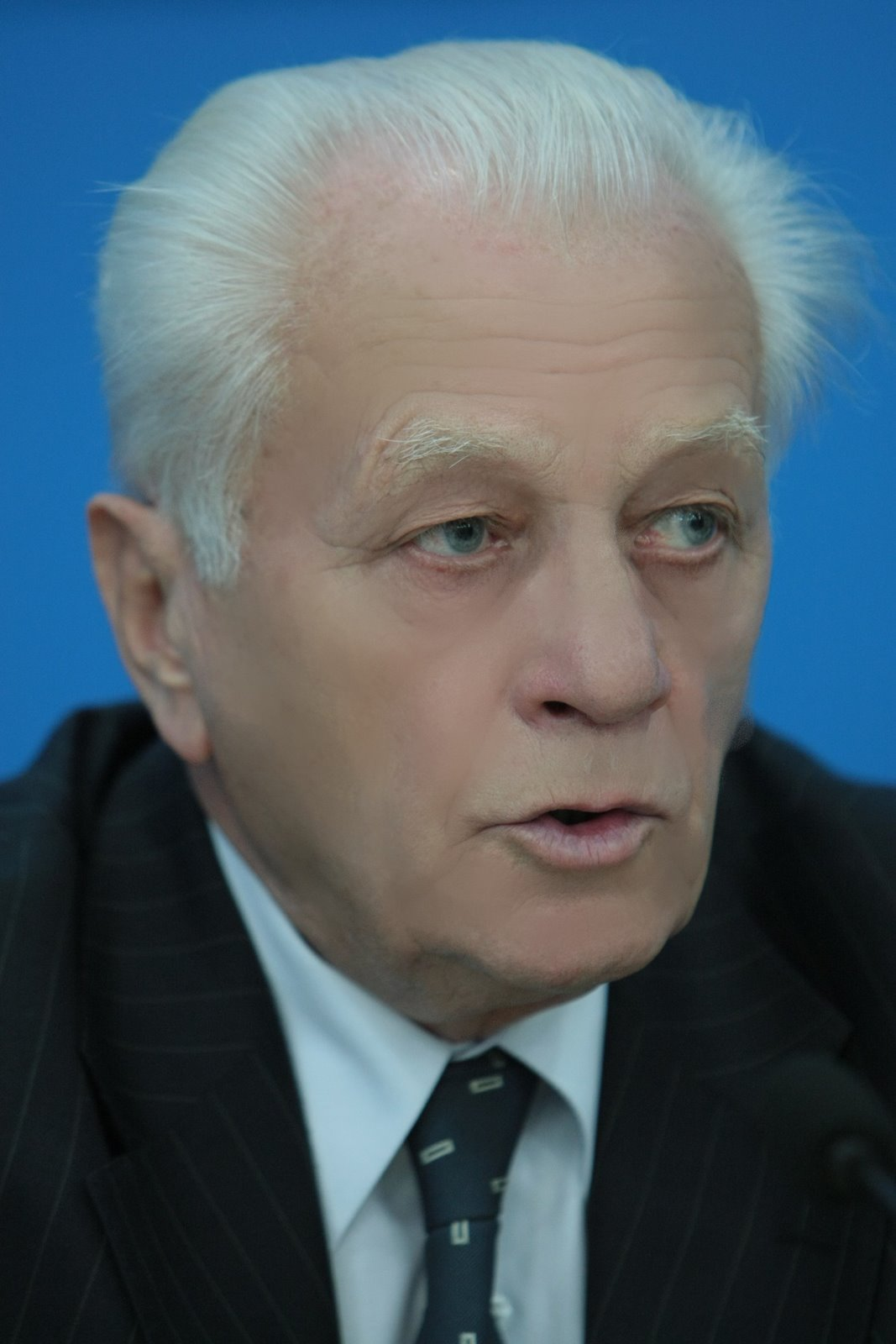
Stepan Chmara (2008)

Stepan Ilkowytsch Chmara (ukrainisch Степан Ількович Хмара; * 12. Oktober 1937 in Bobjatyn, Woiwodschaft Lwów, Polen; † 21. Februar 2024) war ein ukrainischer Politiker, Menschenrechtsaktivist und  sowjetischer Dissident.

## Leben
1964 schloss Stepan Chmara ein Studium der Zahnmedizin am Medizinischen Institut in Lwiw ab und arbeitete im Anschluss als Zahnarzt in Hirnyk bei Tscherwonohrad. In den 1960er Jahren schloss er sich der ukrainischen Dissidentenbewegung an. Er übersetzte Sacharows Essay „Gedanken über Fortschritt, friedliche Koexistenz und geistige Freiheit“ und veröffentlichte es als Samisdat.
1980 wurde Chmara vom KGB verhaftet und wegen „antisowjetischer Agitation und Propaganda“ zu 7 Jahren strenger Verwahrung im Arbeitslager und 5 Jahren Verbannung verurteilt. Seine Haft verbrachte er in Lagern (Nummer 35 und 36) im Ural, davon 306 Tage in Einzelhaft. Sechs Wochen vor Haftende wurde er am 12. Dezember 1987 „begnadigt“.
Zwischen März 1990 und April 1998 sowie zwischen April 2002 und April 2006 war Stepan Chmara Abgeordneter der Werchowna Rada, des ukrainischen Parlaments. Außerdem war er aktiv an der Orangen Revolution beteiligt und versuchte wiederholt, auf von ihm erkannte Missstände durch Hungerstreik aufmerksam zu machen. Seit 2001 war er Vorsitzender des All-ukrainischen Komitees für den Schutz von politischen Gefangenen.
Chmara war Autor zahlreicher Artikel, darunter:
- 1975 Ethnozid der Ukrainer in der UdSSR (Етноцид українців в СРСР)
- 1993 Heute, über die Vergangenheit (Сьогодні про минуле)
- 1999 Für eine faire Ukraine (За справедливу Україну)
- 2002 Zehn Jahre Nomenklatura der Unabhängigkeit (Десять років номенклатурної незалежності)

## Ehrungen
- 1991 Ehrenbürger von Ternopil[4]
- 2006 Held der Ukraine[5]
- 2007 Orden des Fürsten Jaroslaw des Weisen V. Klasse[6]
- 2008 ukrainischer Orden der Freiheit[7]